# Gramática del Náhuat
La gramática del náhuat es el conjunto de reglas y principios que regulan el uso del idioma pipil o náhuat. Este artículo muestra un esquema gramatical de esta lengua, perteneciente a la familia lingüística yuto-nahua y emparentada con el náhuatl mexicano. El náhuat es una lengua amenazada y es hablada actualmente por solo algunos de los nahuas de El Salvador.

## Sonidos

### Fonemas y acentuación
|         | Vocales anteriores | Vocales posteriores |
| ------- | ------------------ | ------------------- |
| Cerrada | i                  | u                   |
| Media   | e                  | u                   |
| Abierta | a                  | a                   |

- La realización de la vocal posterior oscila entre [o] y [u], pero el alófono predominante es la vocal cerrada.
- Históricamente hubo distinción fonémica de cantidad, es decir, las palabras podían tener diferentes significados dependiendo de si alguna de las vocales era larga o breve. Sin embargo, la distinción parece haber desaparecido en el idioma moderno.

|             | Bilabial | Alveolar             | Palatal | Velar           | Labiovelar | Glotal |
| ----------- | -------- | -------------------- | ------- | --------------- | ---------- | ------ |
| Oclusivas   | p        | t                    |         | k [k], [g], [ɣ] | kw         |        |
| Africadas   |          | tz [ts]              | ch [tʃ] |                 |            |        |
| Fricativas  |          | s                    | sh [ʃ]  |                 |            | j [h]  |
| Nasales     | m        | n [n], [ŋ], [m], [ɲ] |         |                 |            |        |
| Líquidas    |          | l                    |         |                 |            |        |
| Semivocales |          |                      | y       |                 | w [(ɣ)w]   |        |

- El fonema /k/ frecuentemente tiene a [g] y [ɣ] como alófonos, dándose tal variación tanto por el contexto fonético como por la variación dialectal.
- El fonema /n/ tiene varios alófonos, cuya distribución es prácticamente igual que la correspondiente a la /n/ española tal como se pronuncia en El Salvador, es decir:

| - Cuando /n/ va seguida de una vocal es usualmente alveolar (como en nana en español salvadoreño).                                                                      | naja 'yo, me', ini 'este', nunan 'mi madre' [n]                                                                                    |
| - Cuando /n/ va seguida de una oclusiva o africada, se asimila el punto de articulación al de la consonante que lo sigue.                                               | senpa [m] 'una vez, de nuevo', Ken tinemi? '¿Cómo estás?' [n], inchan [ɲ] 'en casa de ellos', tenkal 'puerta, patio' [ŋ]           |
| - Precediendo a otras consonantes o a una pausa, la pronunciación de n es casi siempre velar: [ŋ] (como la "n" en pan, un huevo, un macho etc. en español salvadoreño). | Kan nemi? '¿Dónde está (él/ella)?', anyawit 'tú (pl.) estás yéndote'; Ini ne apan 'Esto es el río', Shimutalikan! '¡Siéntate!' [ŋ] |
| - Al final de palabra y antes de una vocal, también es velar [ŋ] (compárese la pronunciación salvadoreña de la "n" en un avión y con él).                               | Ken ajsik? '¿Cómo llegó él/ella?', wan ini 'y esto' [ŋ]                                                                            |
| - El sonido velar ([ŋ]) aparece también en algunas palabras entre dos vocales; se puede representar gráficamente mediante "nh".                                         | nemanha 'más tarde, ahora mismo', kinhita 'los ve', tenhat 'rivera' [ŋ]                                                            |

La mayoría de las palabras están acentuadas en la penúltima sílaba. Algunas están acentuadas en la última sílaba: estas incluyen algunos compuestos léxicos como tenkal 'puerta, patio' (de ten 'entrada' y kal 'casa'), ciertos prefijos o monosílabos reduplicados como (opcionalmente) kajkal 'casas', además de diminutivos con -tzin o -chin. También hay palabras en estas categorías con el acento regular en la penúltima sílaba.

### Fonotáctica
| - Las sílabas pueden tener cualquier forma permitida por la fórmula (C)V(C) y las palabras pueden tener cualquier número de tales sílabas | kal 'casa', at 'agua', ne 'ahí', nu-ish 'mi ojo', a-pan 'río', mis-tun 'gato', kat-ka 'era', uj-ti 'camino', kwa-wit 'árbol, madera, vara', nu-kwaj-kwach 'mis ropas', metz-ti 'luna', nech-kwa 'él/ella me come', tzak-tuk 'cerrado', shik-tzuj-tzun-ta-mej-ti-kan '¡afilen las puntas!' |
| - La mayoría de las consonantes en náhuat pueden aparecer en cualquier posición, pero m y kw no pueden hacerlo al final de una sílaba (o palabra); tampoco existen palabras que finalicen en p. Al final de una sílaba, m o kw se convierten en n y k respectivamente (ver las pronunciaciones en las tablas de arriba). | tekuma-t 'jícara' pero nu-tekun 'mi jícara', ki-tzakwa 'él/ella lo cierra' pero tzak-tuk 'cerrado' |
| - J tiene una distribución limitada: nunca puede aparecer después de otra consonante y raramente lo hace al principio de una palabra. J, al final de una palabra, tiene una pronunciación débil y puede desaparecer totalmente.                                                                                          | naja 'Yo, me', ujti 'camino', nikwaj 'yo lo comí', shushukna(j) 'verde' |

#### Semivocales secundarias
| Cuando dos fonemas vocálicos están juntos en una misma palabra, se suele interponer una [j] (el sonido y) entre ellos (o [w] si la primera vocal es u). Esto es común cuando la primera de las dos vocales está acentuada. | - miak 'mucho' → ['mijak] - *shikwa + -a → shikwaya '¡cómelo!' - se-uk (de *se + -uk) 'otro' → ['sejuk] - nu-ika-w 'mi hermano menor' → [nu'wigaw] |
| En otros casos, si /i/ o /e/ preceden a otra vocal, se sustituyen a menudo por [j]. | - ki-pia-ya 'él ya lo tiene' → [gi'pjaja] - seujti (de *se + ujti) 'una vez' → ['sjuhti]                                                           |
| Pero esta [j] suele omitirse si aparece después de sh o ch. | - shiawa! (por *shi-yaw-a) '¡vete ya!' → ['ʃ(j)awa] - shi-k-chia-kan! '¡esperen! → [ʃik'tʃ(j)akaŋ] / [-gaŋ]                                        |
| Después de n alveolar o /k/ = [g], [j] se combina a menudo para producir [ɲ] (parecida a la ñ española) o el sonido y [j], respectivamente.                                                                                | - niajki (por *ni-yaj-ki) 'yo fui' → ['njahki] / ['ɲahki] - kielkawa 'él/ella olvida' → [gjel'kawa] / [jel'kawa]                                   |

### Reduplicación
La reduplicación es un proceso morfológico caracterizado en términos fonológicos y que se emplea en varias instancias del sistema gramatical náhuat. La reduplicación en el náhuat toma la forma de una repetición de la primera sílaba de una palabra (o más específicamente, la parte (C)V al inicio de la palabra): así, por ejemplo, la reduplicación de kunet 'niño' es ku-kunet 'niños', y un derivado de la raíz petz- 'liso' es pe-petz-ka 'una especie de pez pequeño y plateado (pepesca en el español local)'. 
Otra variedad más productiva de reduplicación requiere la adición de una j luego de la reduplicación. Por ejemplo: ku-j-kunet 'niños', pe-j-petz-naj plural de petz-naj 'liso, desnudo'. En términos generales, la reduplicación simple (sin j) es gobernada por criterios léxicos. La reduplicación con j, por el contrario, es utilizada por reglas gramaticales que: 
| - generan nombres y adjetivos plurales de singulares | tamal 'tortilla' → taj-tamal 'tortillas' mistun 'gato' → mij-mistun 'gatos' kal 'casa' → kaj-kal 'casas' apan 'río' → aj-apan 'ríos' |
| - producen verbos iterativos de verbos no iterativos | taketza 'él/ella habla' → taj-taketza 'él/ella conversa' nemi 'él/ella está (en algún lugar)' → nej-nemi 'él/ella camina' paki 'él/ella ríe' → paj-paki 'él/ella está feliz' ki-ajwa 'él/ella lo regaña' → ki-aj-ajwa 'él/ella lo reprende' |

## Sintagma nominal

### Determinantes y cuantificadores
| algunos determinantes                                                      | algunos cuantificadores                                                           | algunos cuantificadores                                              |
| -------------------------------------------------------------------------- | --------------------------------------------------------------------------------- | -------------------------------------------------------------------- |
| - ne 'el, la, los, las' - se 'un, una' - ini 'este, esta' - uni 'ese, esa' | - se(j)se 'cada' - miak 'muchos' - ch(i)upi 'poco, un poco' - muchi 'todo, todos' | - se 'uno' - ume 'dos' - yey 'tres' - nawi 'cuatro' - makwil 'cinco' |

Los determinantes (con la excepción de ne) y los cuantificadores pueden usarse como pronombres, en otras palabras sin preceder a un nombre al que determinan o cuantifican, e.g. ne takat 'el hombre', ini techan 'esta aldea', miak kal 'muchas casas', ume siwat 'dos mujeres'.

### Posesión
Los prefijos que se muestran a continuación se anteponen a los nombres para expresar a quién "pertenecen"; por ejemplo: nu-yak 'mi nariz', i-eltiw 'su hermana', tu-mistun 'nuestro gato', mu-techan 'tu pueblo'.
| Posesor individual        | Posesor plural                                                  |
| ------------------------- | --------------------------------------------------------------- |
| nu- 'mi' mu- 'tu' i- 'su' | tu- 'nuestro' anmu- 'sus (2.ª persona)' in- 'sus (3.ª persona)' |

No existe el "usted" en náhuat sino una sola forma para la segunda persona singular; i- equivale a "su (de él o ella)".
Algunos nombres exigen siempre un posesor, por lo que es incorrecto en náhuat decir solamente *se yak 'una nariz' o *ne eltiw 'la hermana': en lugar de eso, es necesario decir se iyak 'una su-nariz', ne nueltiw 'la mi-hermana' o cualquier otra forma posesiva que se ajuste mejor al contexto. Los nombres que siguen esta norma son, en su mayoría, aquellos que expresan ya sea partes del cuerpo o miembros de la familia. 
Otros nombres pueden aparecer con un posesor o sin él. Algunos de estos tienen dos formas distintas: la forma absoluta, que se utiliza sin el prefijo posesivo, y la forma poseída, que se utiliza con el prefijo posesivo. Estos 'estados' pueden ser indicados por diferentes sufijos; por ejemplo: ne kune-t 'el niño' → ne nu-kune-w 'mi niño'; ne sin-ti 'el maíz' → ne nu-sin 'mi maíz'; ne esti 'la sangre' → ne nu-es-yu 'mi sangre'. Cuando ambos estados del nombre tienen un marcador-cero (como mistun y techan), el nombre es invariable.
|          | Absoluto          | Poseído    |
| -------- | ----------------- | ---------- |
| Singular | - -t - -ti - Ø    | - -w - Ø   |
| Plural   | - -met - -ket - Ø | - -wan - Ø |

Los índices posesivos nos muestran la persona y número del posesor, que puede ser especificado por un sintagma nominal. Cuando eso sucede, la construcción tendrá normalmente el índice de la tercera persona, e.g. ne i-mistun ne piltzin 'el gato del niño' (literalmente: 'su-gato el niño'). 
Existe una manera alternativa de expresar esto usando la preposición pal o el relacional ipal: ne mistun pal ne piltzin ('el gato del niño'). Incluso con posesión inalienable, es posible decir ne inan pal ne piltzin ('el su-madre del niño' = 'la madre del niño').

### El plural
Un sustantivo puede formar el plural por dos procedimientos: 
| a través de reduplicación (ver arriba)     | - mistun 'gato' → mij-mistun 'gatos'   |
| usando los sufijos del plural (-met, -ket) | - taka-t 'hombre' → taka-met 'hombres' |

Para sustantivos poseídos:
| Existe un sufijo especial para algunos sustantivos poseídos para formar el plural: -wan. Este es usado con ciertos sustantivos que denotan relaciones familiares y posesión inalienable. | - nu-elti-w 'mi hermana' → nu-elti-wan 'mis hermanas' - nu-kunpa 'mi amigo' → nu-kunpawan 'mis amigos' - nu-pal 'el mío' → nu-pal-wan 'mis bienes' |
| En el resto de los casos se usa la forma reduplicada del singular. | - nu-kune-w 'mi hijo' → nu-kuj-kune-w 'mis hijos' - nu-kwach 'mi (pieza de) ropa → 'nu-kwaj-kwach 'mi(s) ropa(s)'                                  |
| Algunas veces, es el prefijo posesivo el que es reduplicado. | - nu-ish 'mi ojo' → nuj-nu-ish 'mis ojos' - i-kshi 'su pie' → ij-i-kshi 'sus pies'                                                                 |

Algunas palabras pueden acompañar a un sustantivo en el sintagma nominal, como los determinantes ne, ini, uni. Estos son invariables en cuanto all número, e.j. uni mistun 'ese gato', uni mijmistun 'esos gatos'. Por otra parte, los nombres son acompañados por un cuantificador que es plural por sí mismos, no necesitan estar en plural morfológicamente, e.j. ume mistun 'dos gatos'.

### Adjetivos
Los adjetivos que se usan atributivamente preceden o siguen al sustantivo, e.g. se selek iswat o se iswat selek 'una hoja tierna' (selek 'tierno, fresco, verde', iswat 'hoja').
Existe una gran variación con respecto a cómo marcar el plural en un sintagma nominal que contiene un adjetivo. Siempre y cuando algún elemento dentro del sintagma nominal tenga marca de plural, no es necesario que los otros elementos estén también marcados (lo cual podría llegar a considerarse redundancia). No obstante, algunos hablantes parecen indicar una preferencia por:
- Marcar el plural en el primer elemento que sea posible (lo más a la izquierda posible)
- y si no, evitar la redundacia, por tanto chijchiltik tzaput o tzajtzaput chiltik, pero ume chiltik tzaput o ume tzaput chiltik.

### Pronombres y adverbios
Ningún sintagma nominal lleva marcas de casos, y esto es igualmente cierto para los pronombres, cada uno de los cuales tiene una única forma que puede desempeñar cualquier función sintáctica en la oración.
| Singular                                 | Plural                                                                  |
| ---------------------------------------- | ----------------------------------------------------------------------- |
| naja 'yo' taja 'tú, vos' yaja 'él, ella' | tejemet 'nosotros' anmejemet 'vosotros, ustedes' yejemet 'ellos, ellas' |

|               | Pronombres                                                                                         | Adverbios de lugar | Otros adverbios |
| ------------- | -------------------------------------------------------------------------------------------------- | --- | --- |
| Demostrativo  | - ini, yajini 'este' - uni, yajuni 'ese, aquel (lejos)' - yajane 'ese, aquel (del que hablamos)'   | - nikan 'aquí' - unkan 'ahí, allí (lejos)' - ne 'ahí, allí (en dicho lugar)'                                                          | - ijkini 'como este' - ijkiuni 'como aquel' - ash(k)an 'ahora, hoy' - kwakuni 'entonces' - nemanha 'tarde, después' |
| Interrogativo | - ká '¿quién?' - tey/tay '¿qué?' - katiawel? '¿cuál?'                                              | - kan? '¿dónde?' | - ken? '¿Cómo?, ¿Cómo qué?' - keman? '¿cuándo?'                                                                     |
| Indefinido    | - aka 'alguien' - inte aka 'nadie' - tatka 'algo, cualquier cosa, alguna cosa' - inte tatka 'nada' | - kanaj 'alguna parte, en otra parte' - inte kanaj 'en ninguna parte, por ninguna parte' - nujme 'por todas partes, por donde quiera' | - inte keman 'nunca'                                                                                                |

### Casos y preposiciones
Ningún sintagma nominal en función argumental lleva marca de caso. Para especificar otras funciones no argumentales, típicas de un adjunto, se usa una preposición ante el sustantivo o pronombre. Las principales preposiciones son:
| ka   | 'a, hacia (etc.)'         | - ka tiupan 'a la iglesia' - ka tayua 'por la noche'                         |
| tik  | 'en, desde (etc.)'        | - tik ne techan 'en/desde la aldea' - tik Nawat 'en náhuat'                  |
| pak  | 'en, encima de'           | - pak ne metat 'en la piedra para moler'                                     |
| tech | 'en, por, cerca de, para' | - tech ne apan 'junto al río' - tech ne siwat 'para la mujer'                |
| wan  | 'con (etc.)'              | - wan ne siwat 'con la mujer'                                                |
| chan | 'en la casa de, donde'    | - chan ne siwat 'en la casa de la mujer, donde la mujer'                     |
| pal  | 'para, de'                | - pal nunan 'para mi madre' - se siwat pal nutechan 'Una mujer de mi pueblo' |

Todas las preposiciones mencionadas derivan diacrónicamente de los relacionales (véase más adelante). En algunos casos, la preposición simplemente representa una abreviación del relacional simplemente omitiendo el prefijo "i-".
Ciertas preposiciones en especial son similares a los sustantivos y expresan una relación particular hacia su complemento posesivo (usualmente una relación espacial, pero no siempre). Por ejemplo, nu-jpak 'encima/arriba de mí', consiste de la preposición (i)jpak con el significado de 'posición arriba de (algo)', con el posesor de primera persona del singular. Algunas de estas preposiciones son las siguientes (expresadas en sus formas de tercera persona del singular):
| Algunas relaciones | Algunas relaciones |
| Relaciones espaciales | Otras relaciones |
| --- | --- |
| - ijtik 'en, dentro de, adentro de' - ijpak 'en, encima de, arriba de' - itan 'bajo, abajo de' - ishpan 'en frente de' - ipan 'detrás de, atrás de' - itech 'cerca de, a la par de' | - iwan 'con' - ichan 'en la casa de, donde (alguien)' - ipal 'para, perteneciente a' - ipanpa 'de acuerdo a, en vez de' |

## Morfología básica del verbo

### Marcas de sujeto y objeto
La tabla a continuación muestra los prefijos que sirven para marcar el sujeto y el objeto del verbo respectivamente. (Nótese que en el modo subjuntivo, el prefijo de segunda persona toma la forma especial shi-.
| Número   | Persona | Sujeto prefijos | Objeto prefijos |
| -------- | ------- | --------------- | --------------- |
| Singular | 1       | ni-             | nech-           |
| Singular | 2       | ti-, shi-       | metz-           |
| Singular | 3       | -               | ki- / -k-       |
| Plural   | 1       | ti-             | tech-           |
| Plural   | 2       | an(h)-, shi-    | metzin(h)-      |
| Plural   | 3       | -               | kin(h)-         |

Verbos con un sujeto plural toman el sufijo plural: básicamente -t excepto en el subjuntivo que es cuando toman -kan:
|          |         | Indicativo | Indicativo | Subjuntivo | Subjuntivo |
| Número   | Persona | Prefijo    | Sufijo     | Prefijo    | Sufijo     |
| -------- | ------- | ---------- | ---------- | ---------- | ---------- |
| Singular | 1       | ni-        | -          | ni-        | -          |
| Singular | 2       | ti-        | -          | shi-       | -          |
| Singular | 3       | -          | -          | -          | -          |
| Plural   | 1       | ti-        | -t         | ti-        | -kan       |
| Plural   | 2       | an-        | -t         | shi-       | -kan       |
| Plural   | 3       | -          | -t         | -          | -kan       |

Los verbos transitivos toman además un prefijo de objeto después del prefijo de sujeto. El prefijo de tercera persona del singular ki- es apocopado a -k- cuando es precedido por alguno de los prefijos ni-, ti- o shi-. Esto es ilustrado aquí por el presente del indicativo y el subjuntivo de un verbo intransitivo (panu 'pass') y un verbo transitivo con un objeto de tercera persona del singular (-pia 'have'):
|          |         | panu (intransitivo) | panu (intransitivo) | -pia (transitivo) | -pia (transitivo) |
| Número   | Persona | Presente            | Subjunctivo         | Presente          | Subjunctivo       |
| -------- | ------- | ------------------- | ------------------- | ----------------- | ----------------- |
| Singular | 1       | nipanu              | ma nipanu           | nikpia            | ma nikpia         |
| Singular | 2       | tipanu              | ma shipanu          | tikpia            | ma shikpia        |
| Singular | 3       | panu                | ma panu             | kipia             | ma kipia          |
| Plural   | 1       | tipanut             | ma tipanukan        | tikpiat           | ma tikpiakan      |
| Plural   | 2       | anpanut             | ma shipanukan       | ankipiat          | ma shikpiakan     |
| Plural   | 3       | panut               | ma panukan          | kipiat            | ma kipiakan       |

Algunos ejemplos:
| Intransitivos:                                              | - Nuteku tekiti tik ne mil. 'Mi papá trabaja en el maizal.' - Taika tichuka? 'Por qué estás llorando?' - Ne kujkunet kuchit. 'Los niños están durmiendo.' |
| De objeto de tercera persona del singular:                  | - (Naja) nikpia se tiltik mistun. 'Tengo un gato negro.' - (Tejemet) tiktemuat kwawit tik ne kujtan. 'Estamos buscando madera en el bosque.'              |
| Sin objeto de tercera persona del singular:                 | - Taika tinechtemua? 'Por qué me estás buscando?' - (Naja) nikinnutza ne kujkunet. 'Estoy llamando a los niños.'                                          |
| Transitivos con sujeto de tercera persona (y prefijo cero): | - Nuteku kipia chiupi tumin. 'Mi papá tiene algo de dinero.' - Te nechkakit ne kujkunet. 'Los niños no pueden oírme./Los niños no me oyen.'               |

### Tiempos verbales
Los tiempos (llamados así por comodidad aunque realmente se refieren tanto al aspecto, el modo como al tiempo gramatical) se caracterizan por distintos sufijos. El sufijo de plural -t se combina con cada tiempo con los otros sufijos específicos del tiempo, como se mostrará a continuación:
|                             | Singular       | Plural   |
| --------------------------- | -------------- | -------- |
| Presente                    | -              | -t       |
| Pasado                      | -ki, -k, -, -j | -ket     |
| Perfecto                    | -tuk           | -tiwit   |
| Futuro                      | -s             | -sket    |
| Condicional                 | -skia          | -skiat   |
| Condicional perfecto        | -tuskia        | -tuskiat |
| Imperfecto/Pluscuamperfecto | -tuya          | -tuyat   |
| Subjuntivo/Imperativo       | -              | -kan     |
| Participio                  | -tuk           | -tuk     |

| El presente (a pesar de su nombre), el perfecto y el subjuntivo no se refieren a un tiempo específico, sino que se refieren a eentos antes, o después del momento del habla tal como se determina por el contexto. Estos tiempos expresan una acción habitual en marcha (presente), de acción completada (perfecto) y de acción o estado potencial (subjuntivo), respectivamente: | - Presente: Nemik se takat munamiktijtuk kipiatuya ne isiwaw, wan inte kimati katka ka kisa ka tayua. 'Había un hombre casado que tenía una esposa, y no sabía que ella acostumbraba a salir por la noche'. - Perfecto: Yaja pejki kikwa ne tortaj kimakatuk inan. 'Empezó a comer la empanadilla que le había dado su madre'. - Subjuntivo: Kilwij ma walmukwepa. 'Le dijo que volviese.' |
| El imperativo sólo difiere del subjuntivo por la ausencia de la partícula gramatical introductoria ma. | - Sujunctivo: Yawi metzilwia ma shimutali. 'Ella te dirá que te sientes.' - Imperativo: Shikalaki wan shimutali! '¡Entra y siéntate!' |
| El participio funciona como nombre o como adjetivo: no toma prefijos de objeto y se pluraliza por reduplicación más que por sufijación. | - Nikpia se kumit tentuk wan et. 'Tengo una olla llena de frijoles.' - Nikpia yey kumit (tej)tentuk wan et. 'Tengo tres ollas llenas de frijoles.' |

### Conjugaciones
|     | Presente            | Pasado  | Perfecto   | Sujunctivo |
| --- | ------------------- | ------- | ---------- | ---------- |
| I   | kuchi 'dormir'      | kuchki  | kuchtuk    | ma kuchi   |
| II  | panu 'pasar'        | panuk   | panutuk    | ma panu    |
| III | tajtani 'preguntar' | tajtan  | tajtantuk  | ma tajtani |
| IV  | mutalua 'correr'    | mutaluj | mutalujtuk | ma mutalu  |

En los verbos clasificados dentro de la 1.ª conjugación (o clase de conjugación I) en esta tabla, la terminación -a o -i en el presente y en el subjuntivo se pierde en el pasado (que termina en -ki para esta conjugación) y el perfecto (todos los perfectos terminan en -tuk). Los verbos de la 2.ª conjugación (o clase de conjugación II), que terminan en -a, -i o -u, conservan esta terminación en todos los casos, y forman el pasado en -k. La 3.ª conjugación (clase III) difiere de la clase I sólo en que no existe sufijo de pasado, sólo la raíz sin terminación alguna. Finalmente la 4.ª conjugación (clase IV) está formada por verbos que acaban en -ia o -ua en el presente, pero que pierden su vocal final a en los otros tiempos (incluyendo el subjuntivo) y añaden una -j en el pasado y el perfecto.
| Presente           | Pasado    | Perfecto   | Subjunctivo |
| ------------------ | --------- | ---------- | ----------- |
| pew-a 'empezar'    | pej-ki    | pej-tuk    | ma pew-a    |
| -inay-a 'esconder' | -inash-ki | -inash-tuk | ma -inay-a  |
| -ku-a 'comprar'    | -kuj-ki   | -kuj-tuk   | ma -ku-a    |
| -pi-a 'tener'      | -pish-ki  | -pish-tuk  | ma -pi-a    |

La 1.ª clase incluye una subclase de raíces alternantes que terminan en el presente y en el subjuntivo en -wa, -ua, -ya o -ia. Estas terminaciones cambian a -j-, -uj-, -sh- y -ish-, respectivamente, en el pasado y en el perfecto. 
| Presente       | Pasado | Perfecto | Subjunctivo |
| -------------- | ------ | -------- | ----------- |
| yaw(i) 'ir'    | yajki  | yajtuk   | ma yaw(i)   |
| witz 'venir'   | walaj  | walajtuk | ma wiki     |
| -kwa 'comer'   | -kwaj  | -kwajtuk | ma -kwa     |
| -kwi 'agarrar' | -kwij  | -kwijtuk | ma -kwi     |

Existen además muy pocos verbos genuinamente irregulares. Los paradigmas de presente y el subjuntivo de yawi 'ir' y witz 'venir' se presentan completos a continuación:
|          |   | yawi 'ir' | yawi 'ir'             | yawi 'ir' | witz 'venir' | witz 'venir'           | witz 'venir' |
|          |   | Presente  | Subjunctivo           | Pasado    | Presente     | Subjunctivo            | Pasado       |
| -------- | - | --------- | --------------------- | --------- | ------------ | ---------------------- | ------------ |
| Singular | 1 | niaw      | ma niaw               | niajki    | niwitz       | ma niwiki              | niwalaj      |
| Singular | 2 | tiaw      | ma shu                | tiajki    | tiwitz       | ma shiwi               | tiwalaj      |
| Singular | 3 | yawi      | ma yawi               | yajki     | witz         | ma wiki                | walaj        |
| Plural   | 1 | tiawit    | ma tiawit             | tiajket   | tiwitzet     | ma tiwikikan           | tiwalajket   |
| Plural   | 2 | anyawit   | ma shumet / sh(i)akan | anyajket  | anwitzet     | ma shiwimet / shiwikan | anwalajket   |
| Plural   | 3 | yawit     | ma yawit              | yajket    | witzet       | ma wikikan             | walajket     |

### Prefijo direccional
El prefijo direccional wal- 'hacia el hablante' sigue al marcador de sujeto pero precede a los marcadores de objeto en verbos transitivos (excepto al objeto de tercera persona ki-). Este prefijo presenta una característica morfológica peculiar cuando es precedido por ni-, ti-, shi- o ki-, siendo en ese caso omitidas tanto la -i del prefijo anterior como la w- del direccional, dando las formas fusionadas: nal-, tal-, shal- and kal-. 
Cuando ni-/ti-/shi-, ki- y wal- se pondrían juntos, el componente ki- desaparece, de manera que nal-, tal- y shal- en verdad cumplen tanto la función de marcadores transitivos (= ni- + ki- + wal, etc.) como la función de marcadores intransitivos (= ni- + wal-, etc.). El marcador de objeto del plural kin- se divide en dos cuando se combina con wal-- Los siguientes ejemplos lo ilustran.
| kiski 'salir (hacia afuera)' | walkiski 'salió (hacia mí)'        |
| nitemuk 'bajé'               | naltemuk 'vine bajando (para acá)' |
| kiwikak 'él (lo) trajo'      | kalwikak 'él (lo) trajo'           |
| nikwikak 'yo (lo) tomé'      | nalwikak 'yo (lo) traje'           |
| kinnutzki 'los llamó'        | kalinnutzki 'los llamó desde aquí' |
| nikinnutzki 'los llamé'      | nalinnutzki 'los llamé desde allá' |

## Sintaxis

### Predicación no verbal
| Los sintagmas no verbales pueden ser empleados como predicados, sin ningún elemento verbal en la oración. | - Ini Carlos. 'Este es Carlos.' - Carlos tumak. 'Carlos está gordo.' - Yejemet tuj-tumak. 'Ellos son gordos.'            |
| Los predicados no verbales no presentan la mayoría de las categorías morfológicas de los verbos (como por ejemplo el tiempo), pero algunos de ellos pueden tener marcas de sujeto. Como es usual sin prefijo para los sujetos de tercera persona, de aquí Ini Carlos. | - Naja ni-Carlos. 'Yo soy Carlos.' - Taja ti-tumak. 'Tú estas gordo.' - Tejemet ti-tuj-tumak. 'Nosotros estamos gordos.' |
| Los predicados no verbales en subjuntivo también son posibles. | - Ma ijkia! ¡'Que así sea!' - Naja niknekiskia ma nupal. 'Deseo que sea mío.'                                            |
| Los predicados no verbales pueden ser seguidos (de la misma manera que los verbales) por una forma invariable katka que establece una referencia de pasado. En un contexto no verbal katka puede por tanto traducirse como estaba.                                    | - Naja ni-tumak katka. ' Estaba gordo.'                                                                                  |

### Transitividad e intransitividad
La mayoría de los verbos en Nawat forman dos clases disjuntas: los verbos transitivos y los verbos intransitivos.
Aquí, los verbos intransitivos son aquellos que no pueden aparecer acompañados de objeto, ni los correspondientes proclíticos (o prefijos de objeto), mientras que los verbos transitivos son aquellos que requieren obligatoriamente la presencia de prefijos de objeto. En Nawat los sujetos y objetos nominales no tienen necesariamente que aparecer en la oración, aunque sí deben aparecer los correspondientes marcas en la forma verbal (esta afirmación sólo es válida considerando que la marca de sujeto de tercera persona es un morfo cero y por tanto no realizado fonéticamente). 
La siguiente lista contiene algunos de los verbos tanto transtivos como intransitivos más frecuentes en Nawat:
| Intransitivos: |                            |              |                      |              |                  |
| chuka (II)     | llorar                     | ina (II)     | decir                | kalaki (III) | entrar           |
| kisa (I)       | salir / sacar              | kuchi (I)    | dormir               | miki (II)    | morir            |
| naka (II)      | stay                       | nemi (II)    | ser, estar, existir, | nesi (II)    | ser visto, nacer |
| paki (II)      | estar feliz, sentirse bien | panu (II)    | pasar                | pewa (I)     | empezar          |
| taketza (I)    | hablar                     | takwika (II) | cantar               | tami (II)    | acabar           |
| tekiti (I)     | trabajar                   | temu (II)    | bajar                | chuka (II)   | llorar           |
| weli (II)      | ser capaz, saber, conocer  | witz (irr.)  | venir                | yawi (irr.)  | ir(se)           |
| Transitivos:   |                            |              |                      |              |                  |
| -chia (I)      | esperar                    | -chiwa (I)   | hacer                | -ilpia (IV)  | atar             |
| -ilwia (IV)    | decirle a alguien (algo)   | -ishtia (IV) | llevarse             | -ita (II)    | ver              |
| -kaki (II, IV) | oír, escuchar              | -kua (I)     | comprar              | -kwa (irr.)  | comer            |
| -maka (II)     | dar                        | -mana (I)    | cocinar              | -mati (I)    | saber, conocer   |
| -neki (II)     | amar, desear, querer       | -nutza (I)   | llamar (a alguien)   | -paka (II)   | lavar            |
| -palewia (IV)  | ayudar                     | -pia (I)     | tener                | -talia (IV)  | poner            |
| -temua (IV)    | buscar                     | -uni (II)    | beber                | -wika (I)    | acarrear, llevar |

### Cambios de valencia del verbo
Existe un cierto número de maneras, tanto gramaticales como léxicas, de cambiar la valencia del verbo (transtivizar, intranstivizar, etc), es decir, de cambiar el número de argumentos obligatorios que una raíz verbal requiere. Existe un elevado número de pares de verbos relacionados, uno de los cuales intransitivo y el otro transitivo formados por cambios de valencia:
| La alternación vocálica de -i (intr.) ~ -a o -ia (tr.) es muy frecuente en el léxico, pero no es productivo y no constituye una regla rígida. | - kelun-i (II) 'romperse' (intr.) ~ -kelun-a (I) 'romper' (tr.) - tem-i (II) 'llenarse' (intr.) ~ -tem-a (I) 'llenar' (tr.) - shin-i (II) 'ser rociado' (intr.) ~ -shini-a (IV) 'rociar' (tr.) - tam-i (II) 'terminar' (intr.) ~ -tami-a (IV) 'terminar (algo)' (tr.)                                          |
| Una derivación lexical más productiva que incrementa la valencia ocurre con el sufijo causativo -tia.                                         | - kalak-i (II) 'entrar' (intr.) ~ -kalak-tia (IV) 'meter' (tr.) - mik-i (II) 'morir(se)' (intr.) ~ -mik-tia (IV) 'matar' (tr.) - panu (II) 'pasar' (intr.) ~ -panul-tia (IV) 'pasar (algo), hacer pasar (algo)' (tr.) - tawan-i (II) 'emborracharse' (intr.) ~ -tawan-tia (IV) 'emborrachar (a alguien)' (tr.) |

Aparte de tales alternaciones puramente léxicas, hay dos prefijos que reducen la valencia de verbos transitivos (cuando son usados, no hay prefijos de objetos): 
| El prefijo inacusativo ta- indica que el objeto es indefinido o no especificado. Compárense: Yaja ki-kwa 'Lo come', Yaja ki-kwa ne et 'Él come los frijoles', but Yaja ta-kwa 'Él come'.    | - -kwa 'comer' (tr.) → ta-kwa (objeto no especificado) - -mana 'cocinar' (tr.) → ta-mana (objeto no especificado) - -paka 'lavar' (tr.) → ta-paka (objeto no especificado) |
| El prefijo inergativo mu- evita mencionar el agente, haciendo que el objeto sea reinterpretado superficialmente como el sujeto, ej. Mu-kwa 'Se come', Mu-kwa ne et 'Los frijoles se comen'. | - -kwa 'comer' (tr.) → mu-kwa 'ser comido' - -mana 'cocinar' (tr.) → mu-mana 'ser cocinado'                                                                                |
| Mu- tiene otros tres significados posibles, todos implicando una disminución de la valencia superficialmente: voz reflexiva, reciprocal y media.                                            | - Reflexiva: -paka 'lavar' → mu-paka 'lavarse' - Reciprocal: -ita 'ver' → mu-ita 'verse el uno al otro' - Media: -namiktia 'casar' → mu-namiktia 'casarse'                 |

### Complementos oblicuos no marcados
Algunos verbos del náhuat tienen un complemento que no corresponde a ningún argumento del verbo. Estos verbos son:
| Verbos intransitivos que toman un complemento de lugar. En este caso el complemento opcionalmente puede ser reemplazado por una frase preposicional o relacional. | - Naja niaw Sentzunat. 'Voy a Sonsonate.' (también: Naja niaw ka Sentzunat.) - Yaja nemi Awachapan. 'Ella está en Ahuachapán.' (también: Yaja nemi tik Awachapan.)                        |
| Verbos ditransitivos, es decir, verbos con dos objetos. Generalmente uno de estos verbos tiene el rol sintáctico de recipiente u objeto afectado, y este es tratado como objeto gramatical en Nawat. El otro complemento, el del rol de paciente, es el complemento oblicuo mas sin marcar explícitamente.               | - Ne siwat nechmakak ne tumin. 'La mujer me dio a mí el dinero.' - Yaja kinmachtia Nawat. 'El les enseña a ellos Nawat.' - Nechishtilijket ne nupiltzin. 'Ellos tomaron a mi hijo de mí.' |
| Verbos ditransitivos con valencia reducida, es decir, verbos del tipo anterior que han pasado por reducción de valencia a través de los prefijos ta- o mu-, por lo tanto volviéndose verbos de dos argumentos sin objeto gramatical. Por ejemplo, ta-machtia 'enseña (algo)' (sin decir a quién se le es enseñado algo). | - Yaja tamachtia Nawat. 'Él enseña Nawat.' - Ne siwat tamakak tumin. 'La mujer dio dinero.'                                                                                               |
| Con mu- tenemos mu-machtia 'aprender, estudiar' (es decir, 'enseñarse a uno mismo'). | - Yejemet mumachtiat Nawat. 'Ellos aprenden (o estudian) Nawat.' |

### Secuencias de verbos
Existen muchas maneras de subordinar un verbo a otro verbo precedente. 
- Si los verbos tienen diferentes sujetos:

| el verbo subordinado puede ir en el subjuntivo (siempre introducido por la partícula ma)...                                                  | - Nikneki ma shinaka. 'Quiero que te quedes.' |
| ...o en el presente por la partícula pal o ka.                                                                                               | - Niwalajtuk nikan pal titaketzat. 'Vine aquí para que hablemos.' (literalmente 'Vine aquí para hablamos') - Ken tikchiwki ka yawi ne tawanani? '¿Cómo hiciste para que el borracho se fuera?' (lit., '¿Cómo hiciste que se va el borracho?') |
| Pero si el primer objeto es igual al segundo objeto, puede que no haya subordinador con el presente (véase construcción de verbos en serie). | - Inte nechajkawa nikalaki. 'No me deja entrar' (literalmente 'No me deja entro') |

- Cuando ambos verbos comparten el mismo sujeto:

| Pal puede usarse también, ambos verbos usándose con el mismo sujeto: | - Niwalaj ka nikan pal nitaketza muwan. 'Vine aquí para hablar contigo' (lit. 'Vine aquí para hablo contigo') |
| El náhuat usa los llamados verbos en serie, formados por una secuencia de dos verbos finitos uno tras otro sin ningún subordinador que intervenga, ambos verbos funcionando con el mismo sujeto; el segundo verbo está siempre en el presente (es decir, la forma no marcada). Esta estructura es muy común y tiene muchos usos en la lengua. | - Niajki nitaketza iwan. 'Fui a hablar con él.' (literalmente 'Fui hablo con él') - Nikistuk nipashalua. 'He salido para dar una vuelta.' (lit. 'He salido doy una vuelta') - Nimuketzki niktatia tit. 'Me levanté a encender el fuego.' (lit. 'Me levanté enciendo el fuego') - Nimukwepki nikita. 'Volví la mirada para ver[lo].' (lit. 'Volví lo veo') - Yaja mutalia chuka. 'Está sentado llorando.' (lit. 'Se sienta llora') |

### Las perífrasis y los tiempos, aspectos y modos
La construcción de verbos en serie también sirve como estructura para un número de expresiones compuestas de tiempo, aspecto y modo, ej.
| yawi (presente) + V (futuro perifrástico) | - Naja niaw nimumachtia Nawat. 'Voy a aprender (o aprenderé) el náhuat.' |
| nemi + V 'estar haciendo (algo)'          | - Tejemet tinemit titakwat. 'Estamos comiendo.'                          |
| pewa + V 'empezamos a hacer (algo)'       | - Ne piltzin pejki chuka. 'El niño empezó a llorar.'                     |
| -neki + V 'querer hacer (algo)'           | - Naja niknekiskia nimetzpalewia. 'Quisiera ayudarte.'                   |
| weli + V 'poder hacer (algo)'             | - Taja tiweli titaketza yek. 'Puedes hablar bien.'                       |

Pero también hay construcciones, o expresiones alternativas, que difieren con este patrón en alguna manera.
La palabra invariable katka, la cual significa 'era' o 'antes, en el pasado', puede ocurrir con el siguiente verbo para establecer una referencia al pasado o de matiz habitual, ej. inte kimati katka 'he didn't know'.

### Negación
Las partículas negativas van antes del verbo o el predicado no verbal. Técnicamente hay tres:
| la partícula negative inte ordinaria (con la forma apocopada: te; y una varienta dialectal, tesu), | - Ne siwatket inte walajtiwit. 'Las mujeres no han venido.' - Tesu nikmati. 'No sé.' - Naja te ni-Carlos. 'Yo no soy Carlos.' |
| la menos frecuente nian or nan, que es una partícula conjuntiva o enfática,                        | - Yejemet inte takwajket nian atiket. 'Ni comieron ni bebieron.'                                                              |
| y la prohibitiva maka or má.                                                                       | - Maka shalmukwepa! '¡No regreses!'                                                                                           |

También se combinan con pronombres y adverbios para expresar otros matices negativos, ej. (in)te (t)atka 'nada', (in)te aka 'nadie', (in)te keman 'nunca', nian aka 'nadie para nada', maka keman '¡nunca jamás!', etc.: Inte nikmati tatka (datka) 'No sé nada', Maka shikilwi aka! '¡No se lo cuentes a nadie!'

### Fases de acciones
Dos sufijos, -a y -uk, conllevan diferentes matices sobre las fases de una acción o un proceso, es decir, añaden ciertas nociones temporales (o relacionadas) expresando que una situación ya ha sido cambiada o completada (con -a) o que todavía continúa (con -uk). El sufijo de fases más común, -a, es usado también para poner énfasis en el predicado marcado de esta manera. Compárense por ejemplo:
| - Nemi takwal. 'Hay comida.' - Nemia takwal. 'Ya hay comida.' (implicando que antes no había, ha habido un cambio en la situación) - Nemiuk takwal. 'Todavía hay comida.' (implicando que antes también había, no habido un cambio en la situación) |

En oraciones negativas, los sufijos de fase son añadidos a la partícula negativa, por ejemplo:
| - Inte (te, tesu) nemi takwal. 'No hay comida.' - Intea (teya, teya su) nemi takwal. 'Ya no hay comida.' - Inteuk (teyuk) nemi takwal. 'No hay comida todavía.' |

### Preguntas
Las preguntas bivalentes ("de sí o no") no son diferentes gramaticalmente de las afirmaciones correspondientes. Puede que sean afirmativas, ej. Taja tikmati? '¿Lo sabes?', o negativas, ej. Inte tikitak kanka witz? '¿No viste de dónde venía?'
Para responder positivamente a una pregunta de sí o no, se puede usar E / Ej / Eje 'Sí', y a veces Kia 'Así es'. Pero es igualmente común el responder usando la correspondiente forma conjugada del verbo principal, ej. (mientras se ofrece una galleta) —Tikneki se? —Nikneki —'¿Quieres una?' —'Quiero'; Weli tikaketza nawat? —Weli '¿Puedes hablar náhuat? —Puedo'. La respuesta negativa estándar es Inte / Te / Tesu 'No', o se niega el verbo en cuestión: —Tikitak uni takat ka ne? —Te nikitak '—¿Viste a ese hombre por ahí? —No lo vi.' Otras respuestas idiomáticas son Nusan 'También', Teika inte! o Taika te! '¡Por qué no!', y Inte / Te / Tesu nikmati 'No sé'.
Las interrogativas de contenido se forman con unas partículas determinadas siempre precediendo al predicado ya sea verbal o no verbal.
Las preguntas indirectas son introducidas por (a)su 'si' o por una expresión determinada dependiendo del tipo de pregunta.

### Coordinación
Wan o iwan (que también es la proposición y relacional 'con') sirve como una conjunción coordinativa de muchos usos. No parece que haya palabras especializadas nativas con los significados de 'pero' u 'o' (a menos que ush 'o' sea una), y las palabras del español pero y o son a veces usadas. N(i)an 'ni' puede ser usada para coordinar oraciones negativas. Mal o melka 'a pesar de que, incluso si' pueden formar cláusulas adversativas, ej. Niaw niaw, mal-te/melka te nikneki 'Voy a ir, a pesar de que/aunque no quiero'. Nusan 'también' es común a la vez, ej. Yaja nusan walaj 'Ella también vino'; su equivalente negativo es simplemente nusan te... 'no...tampoco', ej. Naja nusan te nikneki nitakwa 'No quiero comer tampoco'.

### Subordinación
Las oraciones subordinadas son introducidas por subordinadores; la siguiente tabla ilustra algunos de los más comunes:
| subordinador    | traducción                                    | uso                                                       | ejemplo |
| --------------- | --------------------------------------------- | --------------------------------------------------------- | --- |
| ka              | 'que', 'porque'                               | complementador general, de razón                          | - Yaja ina ka te kimati tatka. 'Dice que no sabe nada.' - Ne ejekat witz sesek ka ne mishti kitzakwa ne tunal. 'El viento está viniendo frío porque las nubes están tapando el sol.'              |
| ma (subjuntivo) | 'que', 'para'                                 | complementos de diferente sujeto no realizados, propósito | - Nikneki ma shitakwika. 'Quiero que cantes.' - Yek ma mumachtikan. 'Es bueno que aprendan.' - Shikajkawa ne at ma seseya. 'Deja que el agua se enfríe.'                                          |
| pal             | 'para (hacer algo)', 'para que...haga (algo)' | propósito                                                 | - Ne tujtutut welit patanit pal kitemuat takwal. 'Los pájaros pueden volar para buscar comida.' - Nalwikatuk ini pal tikwa. 'He traído esto para que [te] lo comas', 'He traído esto para comer'. |
| (a)su           | 'si'                                          | condición, pregunta indirecta                             | - Su te nitekiti, te tiawit titakwat. 'Si no trabajo no comeremos.' - Shiktajtanili su weli metzmaka chiupi at. 'Pregúntale si te puede dar algo de agua.'                                        |
| kwak            | 'cuando'                                      | cláusula de tiempo                                        | - Kwak niajsik, te nemituya aka. 'Cuando llegué, no había nadie ahí.' |

Las cláusulas relativas, las cuales siempre siguen el sustantivo que modifican, pueden ser simplemente yuxtapuestas, o introducidas por el artículo ne, el complementador general ka o el pronombre interrogativo ká (los dos últimos siendo distinguidos fonólogicamente de diferentes maneras de acuerdo al dialecto).

## Léxico

### General
En cuantos a los orígenes del léxico del Idioma náhuat, este está formado por los siguientes componentes:
- El componente central (y que abarca la mayoría del léxico): vocabulario nativo o heredado, en su mayoría compartido (aunque con mínimas variaciones) con el idioma náhuatl de México, aunque la cantidad de lexemas es evidentemente menor que la encontrada en el náhuatl clásico.
- Un número pequeño de préstamos lingüísticos de los idiomas indígenas de las zonas cercanas
- Préstamos del español, cuya proporción varía dependiendo del hablante y del registro, y de los cuales su antigüedad y nivel de integración varía
- Neologismos propuestos por algunos hablantes o escritores basándose en componentes del vocabulario nativo
- Préstamos de variedades del náhuatl mexicano propuestos por algunos hablantes o escritores

Existen mecanismos propios del nawat para la creación de palabras derivadas y compuestas. No cabe duda de que estos eran usados más extensivamente en el pasado, ya que hasta algunos mecanismos han sobrevivido en forma fosilizada. Sin embargo, en períodos más recientes del idioma, el uso de tales mecanismos parece haber sido reducido, y asimismo la productividad de los mecanismos en sí.

### Derivación
Una selección de afijos derivacionales bien atestados:
| Afijo             | Función                                    | Significado                                       | Ejemplos |
| ----------------- | ------------------------------------------ | ------------------------------------------------- | --- |
| sufijo -k o -tik  | adjetivos                                  | sufijo general para adjetivos derivados           | - ista-t 'sal' → ista-k 'blanco' - -kukua 'doler' → kuku-k 'doloroso, muy picante' - chil 'chile' → chil-tik 'rojo'                                  |
| sufijo -tuk       | adjetivos tomados de verbos                | participio o adjetivo estático                    | - wak-i 'secar' → wak-tuk 'seco' - mik-i 'morir' → mik-tuk 'muerto'                                                                                  |
| sufijo -na(j)     | adjetivos                                  | de descripción (a veces atenuada), '-oso', '-izo' | - chil-tik 'rojo' → chi-chil-naj 'rojizo' - petz-tik 'desnudo' → petz-naj 'liso'                                                                     |
| sufijo -yu        | sustantivos de otros sustantivos           | inalienables 'especiales' (no productivo)         | - a-t 'agua' → -a-yu 'jugo, salsa, sopa' - -teku 'padre' → -tekuyu 'dueño, señor, amo'                                                               |
| prefijo te-       | sustantivos de otros sustantivos           | alienable de inalienable (no productivo)          | - -nan 'madre' → te-nan 'madre (de alguien)' - -pal 'que pertenece a' → te-pal 'que pertenece a alguien más'                                         |
| sufijo -tzin/chin | sustantivos de otros sustantivos           | sufijos diminutivos u honoríficos                 | - te-t 'piedra' → te-chin 'piedrita' - -nan 'madre' → nan-tzin 'señora'                                                                              |
| sufijo -pala      | sustantivos de sustantivos                 | peyorativo                                        | - kwach-ti 'paño' → kwach-pala / kwech-pala 'trapo, andrajo' - siwa-t 'mujer' → siwa-pala 'ramera'                                                   |
| sufijo -tal       | sustantivos de otros sustantivos           | sufijo colectivo, de plantaciones                 | - chapulin 'langosta' → chapulin-tal 'plaga de langostas' - kamuj 'yuca' → kamuj-tal 'parcela dedicada al cultivo de yuca, las yucas (en un huerto)' |
| sufijo -l         | sustantivos de verbos                      | objeto de una acción                              | - ta-kwa 'comer' → ta-kwa-l 'comida' |
| sufijo -ni        | sustantivos de verbos                      | agente                                            | - ta-machtia 'enseñar' → ta-machtia-ni 'maestro' - miki 'morir' → miki-ni 'cadáver'                                                                  |
| sufijo -lis       | sustantivos de verbos                      | acción o resultado                                | - ta-kaki 'oír' → ta-kaki-lis 'acción de oír' - takwika 'cantar' → takwika-lis 'canción'                                                             |
| sufijo -ya        | verbos intransitivos de adjetivos          | incoativo                                         | - sese-k 'frío' → sese-ya 'enfriarse' |
| sufijo -tia       | verbos transitivos de otros verbos         | causativo                                         | - miki 'morir' → -mik-tia 'matar' - kalaki 'entrar' → -kalak-tia 'meter, introducir'                                                                 |
| sufijo -(i)lia    | ditransitivos de transitivos               | aplicativo                                        | - -ishtia 'sacar, quitar (algo)' → -ishti-lia 'sacar, quitar, hurtar (algo a alguien)' - -chiwa 'hacer' → -chiw-ilia 'hacerle (algo a alguien)'      |
| preijo mu-        | verbos intransitivos de verbos transitivos | reflexivo o medio-pasivo                          | - -talia 'poner' → mu-talia 'sentar' - -altia 'bañar' → m-altia (for *mu-altia) 'bañarse'                                                            |
| prefijo ta-       | verbos de otros verbos transitivos         | inacusativo                                       | - -chia 'esperar (a)' → ta-chia 'ver, mirar' (sin especificar objeto) - -mutia 'asustar (a)' → ta-mutia 'dar miedo' (sin especificar a quién)        |

### Ideofonos
Los ideofonos son un conjunto distintivo del vocabulario, usualmente denotando algún proceso directamente percibido por los sentidos (como ciertos tipos de experiencias visuales o auditivas), los cuales entran dentro de un conjunto especial de patrones gramaticales. El náhuat es uno más de los muchos idiomas poseyendo tales elementos con sus patrones asociados, y que en este caso verbos "expresivos". La raíz de un ideofono en el idioma nawat posee la secuencia CVCV, ej.: -chala-, -china-, -kelu-, -kwala-, -tapa-, -tikwi-, -tzaya-, -tzili-, -tzutzu-. Estas raíces no son palabras y solo adquieren un significado completo cuando entran dentro de algún patrón derivacional para ideofonos del idioma. Algunos por lo menos tienen un origen onomatopéyico.
Los cuatro patrones morfológicos más comunes para tales formaciones de los verbos son los siguientes (R representa la raíz del ideofono, rR una raíz reduplicada sin j):
| patrón        | tipo de verbo                    | ejemplos |
| ------------- | -------------------------------- | --- |
| Rni           | verbos de difusión intransitivos | - kelu-ni 'romperse' - kumu-ni 'alborotarse' - kwala-ni 'enojarse' - tapa-ni 'reventar' - tikwi-ni 'tronar' - tzili-ni 'sonar (como una campana)' |
| -Rna or -Rnia | verbos de difusión transitivos   | - -kelu-na 'romper' - -tapa-na 'hacer reventar' - -tzaya-na 'rajar' - -tzutzu-na 'tocar (un instrumento)' - -kumu-nia 'alborotar'                 |
| rRka          | verbos repetitivos intransitivos | - cha-chala-ka 'hacer ruido (algunos animales), chismorrear' - chi-china-ka 'arder' - ki-kina-ka 'quejarse' - kwa-kwala-ka 'hervir'               |
| -rRtza        | verbos repetitivos transitivos   | - -ke-kelu-tza 'agitar, sacudir' |

### Incorporación
El idioma náhuatl clásico tiene la característica de usar comúnmente el mecanismo de incorporación. Este es un fenómeno gramatical encontrado en muchos idiomas. El sistema de incorporación del náhuatl es uno de los más famosos entre los lingüistas por ser citado en muchos manuales.
La incorporación es un mecanismo por el que un lexema que puede representar uno de los argumentos o complementos de un verbo, en lugar de aparecer como un constituyente aparte, se funde con el propio verbo formando un verbo compuesto. En náhuatl este lexema incorporado aparece como el primer componente del verbo compuesto resultante. Algo parecido se ve a veces en castellano, sobre todo en formas participiales del tipo nahuahablante, fehaciente, biempensante..., pero nótese que en este idioma no se dicen en cambio *nahuahablar, fehacer, bienpensar, los cuales, si existiesen, seguirían el modelo de incorporación encontrado en náhuatl.
En náhuat, también se producen ejemplos de este tipo de estructura. Sin embargo, su uso está mucho menos extendido que en el náhuatl clásico, y en todo caso el proceso es apenas productivo. Existen ejemplos que se han solidificado como ordinarios compuestos lexicalizados, por ej. Nawataketza que es el paralelo exacto del español nahuahablante (equivaliendo a '[el/la que] habla náhuat').
Más frecuentes son las incorporaciones, plenamente verbales, en las que el elemento incorporado pertenece a un conjunto limitado de tales elementos incorporables, que tanto por su forma como por su significado suelen evidenciar un grado de gramaticalización. Tanto es así que hoy día dichos elementos llegan a parecerse a meros prefijos derivativos (del tipo que vemos en español en formaciones como precocinar, releer, desandar cuyo primer morfema es un prefijo derivativo).
Una característica notable de tales prefijos en náhuat es que la mayoría pertenecen al mismo campo semántico: el de las partes del cuerpo. Si bien en algunos compuestos los significados literales subsisten en tales elementos, en otros sólo lo hacen en un sentido metafórico, mientras que en muchos casos apenas se le percibe ningún significado propio y parece que la única función del prefijo es la de formar una unidad léxica nueva.
La siguiente tabla muestra una selección de "prefijos de incorporación" náhuat con ilustraciones de algunos de sus usos.
| prefijo | significado(s)                   | palabra completa                                          | ejemplos |
| ------- | -------------------------------- | --------------------------------------------------------- | --- |
| a-      | agua                             | a-t 'ídem'                                                | - -a-pachua 'sumergir en agua, mojar' (cf. -pachua 'presionar, aplanar') - -a-paka 'lavar (con agua)' (cf. -paka 'lavar') - -a-kalaki 'entrar al agua' (cf. kalaki 'entrar') |
| el-     | pecho, mente                     | (compárense -elpan 'pecho', -elishku 'estómago'...)       | - -el-namiki 'recordar' (cf. -namiki 'encontrar, encontrarse con, topar') - -el-kawa 'olvidar' (cf. -ajkawa 'dejar', mu-kawa 'quedarse')                                     |
| ish-    | ojo / cara / frente              | -ish 'ojo'                                                | - -ish-mati 'conocer' (cf. -mati 'saber') - -ish-kwepa 'dar la vuelta, volver (hacia...)' (cf. -kwepa 'girar', mu-kwepa 'regresar')                                          |
| ku- (1) | árbol / madera / palo            | kwawit 'ídem' (poseído -kwaw)                             | - ku-temu 'bajarse (de una montaña, de una escalera...)' (cf. temu 'bajar, descender')                                                                                       |
| ku- (2) | cabeza                           |                                                           | - -ku-pachua 'oprimir, detener en el suelo' (cf. -pachua 'presionar, aplanar')                                                                                               |
| ma-     | mano                             | -mey, -may 'ídem'                                         | - -ma-paka 'lavar(le) las manos' (cf. -paka 'lavar') |
| sen-    | uno / juntos                     | se 'uno'                                                  | - sen-ta-kwa 'comer juntos' (cf. ta-kwa 'comer') |
| ten-    | boca / apertura / puerta         | -ten 'ídem'                                               | - -ten-namiki 'besar' y de ahí también 'adorar' (cf. -namiki 'encontrar, encontrarse con, topar') - -ten-tzakwa '(en)cerrar' (cf. -tzakwa 'cubrir, tapar')                   |
| tzin-   | la parte de abajo / fondo / base | (compárese -tzinkamak 'nalga' etc.)                       | - -tzin-kutuna 'talar' (cf. -kutuna 'cortar') - tzinh-eskisa 'menstruar' (cf. eskisa 'sangrar', que a su vez es una incorporación formada por es-kisa 'sangre + salir')      |
| tzun-   | cabeza                           | (compárese -tzun-tekun 'cabeza', tzun-kal 'cabello' etc.) | - -tzun-teki 'herir' (cf. -teki 'cortar') |
| (y)ek-  | bueno, bien                      | yek 'ídem'                                                | - -ek-chiwa 'arreglar, preparar' (cf. -chiwa 'hacer') - -yek-talia 'ordenar' (cf. -talia 'colocar')                                                                          |
| yul-    | corazón, mente, vida             | -yulu 'corazón', yultuk 'vivo'                            | - yul-taketza 'pensar' (cf. taketza 'hablar') - mu-yul-kwepa 'revivir' (cf. -kwepa 'volver, regresar')                                                                       |

Ejemplos de oraciones con compuestos de incorporación:
| - Ne isiwaw mukechkupina kisa pashalua. 'Su esposa se partía en dos al nivel del cuello, [y la cabeza] salía a divertirse' (mu-kech-kupina 'REFLEXIVO + cuello + separar') - Pejki kitzinkutuna muchi ne ijikshi tatuk. 'Empezó a cortar todos los tallos de maíz' (ki-tzin-kutuna 'OBJETO + pie + cortar') - Kan kitak ka mutalujket, kutemuk wan kianki ne tumin. 'Cuando vio que habían huido, bajó del árbol y recogió el dinero.' (ku-temu-k 'árbol + descender + PASADO') - Yejemet kikwit ne at pal kiunit wan pal mumapakat. 'Ellos usan el agua para beber y lavarse (las manos).' (mu-ma-paka-t 'REFLEXIVO + mano + lavar + PLURAL)' |

### Otros compuestos
Los lexemas pueden combinarse para formar otros tipos de compuestos. Aunque los mecanismos pueden existir todavía en el uso del lenguaje de algunos (al menos considerando qué tanto todavía usan el idioma, que no es mucho), la evidencia de su aplicación productiva es muy limitada.
En cuanto a los compuestos tradicionales, mucho de lo que se ha dicho sobre su incorporación es igualmente aplicable. De hecho, las mismas formas lexicales que se combinan predominantemente en los verbos de incorporación vuelven a aparecer muchas veces en otros compuestos. Ya que estas tienden a ser monosilábicas con un bajo nivel de definidad semántica (qué tan específicos son sus significados), también podrían llamarse "elementos ligeros"; y sus compuestos, "compuestos ligeros".
| primer elemento                        | segundo elemento               | compuesto   | significado del compuesto           |
| -------------------------------------- | ------------------------------ | ----------- | ----------------------------------- |
| a- 'agua'                              | kua- 'serpiente'               | a-kua-t     | 'anguila'                           |
| ish- 'ojo, cara'                       | kal 'casa'                     | -ish-kal-yu | 'cara'                              |
| ma- 'mano'                             | -kwi 'tomar'                   | ma-kwi-l    | 'cinco'                             |
| ma- 'mano'                             | (pi)pil 'muchacho; diminutivo' | ma-pipil    | 'dedo'                              |
| sen- 'uno'                             | -pua 'cuenta, contar'          | sen-pua-l   | 'cinco, veinte (lit. "una cuenta")' |
| ten- 'boca, apertura'                  | kal 'casa'                     | ten-kal     | 'patio, puerta'                     |
| ten- 'boca, apertura'                  | -tzun- 'pelo'                  | -ten-tzun   | 'barba, bigote'                     |
| tzin- 'la parte de abajo, fondo, base' | kal 'casa'                     | tzin-kal    | 'esquina'                           |
| tzun- 'cabeza'                         | -tukay 'nombre'                | -tzun-tukay | 'apellido'                          |

Los compuestos que retienen más de un lexema "pesado" son más raros de hallar, y cuando algunos nuevos son propuestos, esto ocurre debido a presión del español, es decir, intentando encontrar un equivalente "nativo" a la palabra en español para evitar usar un préstamo. En la siguiente tabla, '%' antes de una palabra indica que es un neologismo (propuesto por un hablante nativo).
| primer elemento           | segundo elemento        | compuesto      | significado del compuesto                      |
| ------------------------- | ----------------------- | -------------- | ---------------------------------------------- |
| achtu 'primero, antes'    | -ish 'ojo'              | %achtu-ish     | 'anteojos' (nótese el mimetismo de este calco) |
| kujtan 'bosque, el campo' | kuyam-et 'cerdo'        | kujtan-kuyamet | 'tunco de monte'                               |
| kujtan 'bosque, el campo' | techan 'villa'          | kujtan-techan  | 'cantón'                                       |
| naka- 'carne'             | tamal 'tortilla'        | naka-tamal     | 'tamal de carne, nacatamal'                    |
| siwa- 'mujer'             | mistun 'gato'           | siwa-mistun    | 'gata'                                         |
| tajku 'medio, mitad'      | tunal 'día'             | tajku-tunal    | 'mediodía'                                     |
| tepus- 'hierro'           | patani 'mosca'          | %tepus-patani  | 'avión'                                        |
| ujti 'camino, vía, calle' | patawak 'amplio'        | ujti-patawak   | 'camino/calle principal'                       |
| ukich 'hombre'            | tijlan 'gallina, pollo' | ukich-tijlan   | 'gallo'                                        |

### Préstamos lingüísticos
Cuando los hablantes de un idioma no logran encontrar una palabra o expresión adecuada pueden (1) parafrasear (por ejemplo, llamar a la cocina kan titamanat 'donde se cocina', (2) prestar una palabra o expresión del español (ej., ne cocinaj 'la cocina'), o (3) simplemente cambiar de idioma. Sin embargo, cuando se habla de préstamos lingüísticos, se refiere a objetos de origen extranjero que se han vuelto parte del uso cotidiano del náhuat y bien puede haber una adaptación como resultado.
| Entre los préstamos lingüísticos del español en el náhuat se encuentran palabras muy comunes como mas 'más' o pero 'pero'. Algunos préstamos, particularmente los más viejos, pueden adoptar formas o significados que los diferencian de sus originales en español, ej. pelu 'perro', mesaj 'mesa', noya 'abuela' (tomado de "señora"). También hay algunos casos donde la palabra original se ha vuelto común o ha desaparecido del uso contemporáneo español (al menos en variedades estándares) pero que sobreviven en el náhuat, ej. tumin 'moneda, dinero' (tomado de "tomín"). En estos casos, los hablantes pueden no ser conscientes del origen histórico de una palabra y simplemente la ven como "típica del náhuat", incluso prefiriéndola a un neologismo creado con la intención de mayor "autenticidad". | - Tiut tiawit a ver su timuchiwa alegrar chupi. 'Vamos a ir, a ver si te alegras un poco.' - Pero kenemej tesu mawiltia ka afuera, muchijki entristecer. 'Pero así no jugó afuera, se enstriteció.' - Nu amigoj igustoj na nikchiwa contar cuentos. 'A mi amigo le gusta que le cuente historias.' - Ashkan tiksajsakat chikwasen pual kushtal arroz. 'Hoy vamos a llevar ciento veinte sacos (costales) de arroz.' - Musta tiu-tiawit hasta ne tatzinu. 'Mañana vamos a ir hacia el sur.' - Tesu kimati katka ka ne isiwaw se brujaj. 'Él no sabía que su esposa era una bruja.' - Ne musiwapiltzin yaja mas selek. 'Tu hija es más joven.' - Tay horaj tinemit? '¿Qué horas son?' (literalmente '¿A qué hora estamos?' |

Con una posible excepción (pashalua 'irse a dar una vuelta, tomarse un tiempo del trabajo' < *pasyarua < "pasear" + el sufijo no productive ua), los verbos solo pueden ser prestados de otros idiomas en una forma invariable basadas en el infinitivo del español. Tales formas no pueden ser conjugadas directamente. En vez de eso, deben ser precedidas por el verbo -chiwa 'hacer' para formar expresiones compuestas, ej. de la palabra escribir, el náhuat crea nikchiwa escribir (luego apocopado a nikcha escribir) 'escribo' (literalmente 'hago' escribir); tikchiwket or tikchijket escribir 'escribimos' (lit. 'hicimos escribir' ), etc.

## Variación dialectal

### Dialectos
La variación dialectal interna del náhuat sigue sin estar completamente documentada hasta el momento. Mientras que se reconoce la existencia de importantes lagunas en el conocimiento sobre el tema (las cuales pueden ser resueltas o no, ya que los últimos hablantes nativos cada vez son menos), se sabe que hay dos áreas dialectas bien definidas, que al menos en el departamento de Sonsonate podrían llamarse "de tierras altas" y "de tierras bajas" respectivamente.
El dialecto de las tierras altas incluye los pueblos de Izalco y Nahuizalco, y el de las tierras bajas, Santo Domingo de Guzmán y Cuisnahuat. El conocimiento contemporáneo también incluye algunos puntos sobre las diferencias entre el dialecto de Santo Domingo y Cuisnahuat. Por lo tanto, para ser prácticos, se suele hablar principalmente de tres variedades conocidas: Izalco, Cuisnahuat y Santo Domingo de Guzmán, y en menor medida de otras localidades en la medida de la información disponible.

### Variación fonológica
- El fonema /k/ tiene alófonos sonoros con mayor frecuencia en las tierras bajas, especialmente en Santo Domingo.
- La /l/ implosiva (es decir, al final de sílaba, como en kal 'casa', chiltik 'rojo') es sorda algunas veces, aunque no hay una clara distribución dialectal.
- La /s/ ante de consonante precedida por /i/ (como en mistun 'gato') es muchas veces palatalizada, aunque tampoco se ha establecido una clara distribución dialectal.
- En algunas áreas la evolución de semivocales secundarias puede ocurrir en sílabas tónicas también. El acento tónico entonces cae en la vocal siguiendo la semivocal haciendo que la palabra se vuelva aguda, ej. /maltia/ 'se baña' → [malˈtja] (en vez de [malˈtija]), y /kuat/ 'snake' → [ˈkwat] (en vez de [ˈkuwat], [ˈguwat]). Esta característica ha sido descrita para Nahuizalco y el departamento de Ahuachapán, pero un mapa completo de esta isoglosa todavía ha de ser dibujado.

### Variación morfológica
- Los prefijos plurales con un elemento nasal (in(h)-, kin(h)-) tienden a ser evitados por los hablantes de Santo Domingo, pero esto parece ser un desarrollo reciente.
- La secuencia /nm/ en las formas de la seguna persona del plural (anmejemet, anmu-) son alteradas de varias formas: amejemet, amu-, anhejemet, awmejemet, mejemet...).
- En Izalco nikan 'aquí', ashan 'ahora, hoy', nemá 'más tarde', kwakuni 'entonces' y ijkiuni 'de esa manera, así', en Santo Domingo se dicen nin, an, nemanha, kunij ([g-]) and kiunij ([k-]).
- 'Qué' and 'quién':

|         | Izalco | Cuisnahuat | Santo Domingo |
| ------- | ------ | ---------- | ------------- |
| 'qué'   | tey    | ta         | tay           |
| 'quién' | ka     | ka         | gaj           |

- Hay muchas diferencias en la asignación de verbos individuales y una u otra clase de conjugación, especialmente en la formación del tiempo pasado.
- El verbo yawi 'ir' posee formas completas y apocopadas (ej. niaw y niu, nu...). Las cortas pueden variar de acuerdo al dialecto.
- El verbo -chiwa 'hacer' posee formas completas y apocopadas (ej. nikchiwa y nikcha), pero -cha es más común en las tierras altas.
- El verbo -maka 'dar' y sus derivados (tales como -namaka 'vender') son apocopados normalmente a -ma en las tierras altas.
- Algunas diferencias esporádicas en cuanto a la valencia de unos verbos, ej. en Izalco tajtani 'preguntar' es intransitivo, pero en Santo Domingo es transitivo.
- Partícula negativa general: en las tierras altas, inte; en las tierras bajas, te(su).
- Diferencias varias en las formas de algunos verbos, ej.

|                    | Izalco/Tierras altas | Cuisnahuat | Santo Domingo |
| ------------------ | -------------------- | ---------- | ------------- |
| 'llegar'           | así                  | ajsi       | ajsi          |
| 'contar/relatar'   | -ilia                | -ilwia     | -ilwia        |
| 'bosque, el campo' | kujtan               | kujtan     | kojtan        |

### Variación sintáctica
- Existen algunas ligeras diferencias entre los dialectos de las tierras altas y las tierras bajas en las construcciones perifrásticas del tiempo.
- El dialecto de Izalco frecuentemente añade ne a los nexos subordinantes, por ejemplo, kwak ne 'cuando', kan ne 'donde', tay ne 'que', pal ne 'para'.

### Variación léxica
Algunos ejemplos de diferencias lexicales entre dialectos:
|                   | Izalco/Tierra alta | Cuisnahuat | Santo Domingo         |
| ----------------- | ------------------ | ---------- | --------------------- |
| 'nacer'           | takati             | waltakati  | nesi                  |
| 'hermano (mayor)' | -echkaw            | -man       | -manuj (< Sp. hermano |
| 'alto'            | wejkapan           | kujtik     | kojtik                |
| 'reír'            | wetzka             | wetzka     | paki                  |
| 'fiesta'          | yualu              | ilwit      | ilwit                 |
| 'permanecer'      | mukawa             | naka       | naka                  |
| 'enviar, mandar'  | -titania           | -tuktia    | -tuktia               |

## Ortografía
En cuanto a los trabajos que se han publicado sobre el idioma náhuat desde inicios del siglo XX, los autores de estos raramente han utilizado un mismo sistema para transcribir los fonemas. La ortografía usada en este artículo es aquella de los materiales publicados recientemente por la Iniciativa de Recuperación del Idioma Nawat (por sus siglas, IRIN). La tabla a continuación muestra una comparación de este sistema con otros, aproximadente en orden cronológico.
| IRIN/ este artículo | Geoffroy Rivas/ Lemus | Campbell | Schultze Jena | Aproximación con la ortografía del español |
| ------------------- | --------------------- | -------- | ------------- | ------------------------------------------ |
| a                   | a                     | a        | a             | a                                          |
| e                   | e                     | e        | e             | e                                          |
| i                   | i                     | i        | i             | i                                          |
| u                   | u                     | u        | u             | u, o                                       |
| p                   | p                     | p        | p             | p                                          |
| t                   | t                     | t        | t             | t                                          |
| k                   | k                     | k        | k             | k, c, qu                                   |
| k                   | k                     | k        | g             | g, gu                                      |
| kw                  | q                     | kw       | ku            | ku, cu                                     |
| tz                  | z                     | ts       | ts            | tz, ts                                     |
| ch                  | c                     | ch       | č             | ch                                         |
| s                   | s                     | s        | s             | s, z, c                                    |
| sh                  | x                     | x        | š             | sh                                         |
| j                   | h                     | h        | χ             | j                                          |
| m                   | m                     | m        | m             | m                                          |
| n                   | n (m)                 | n (m)    | n, ń, m       | n (m)                                      |
| l                   | l                     | l        | l             | l                                          |
| y                   | y                     | y        | y (i)         | y (i)                                      |
| w                   | w                     | w        | u             | u, hu, gu, gü                              |